# Свети Георги (Туденце)
Вижте пояснителната страница за други значения на Свети Георги.
„Свети Георги“ (на македонска литературна норма: „Свети Ѓорѓи“) е православна църква край положкото село Туденце, северозападната част на Република Македония, изградена върху основите на раннохристиянска базилика. Базиликата е обявена за паметник на културата.

## Раннохристиянска базилика
Базиликата е открита през февруари 2004 година на 1 километър източно от Туденце на 500 m надморска височина в местността Църквище или Бучало в склоновете на планината Жеден. Сградата е най-старата кръстовидна триконхална църква открита на Балканите. Размерите на прама са 8,96 m ширина и 14,12 m дължина. Църквата е ориентирана изток-запад, а напречната ос – север-юг. Има два входа от запад с широчина от 1,2 m и от юг с широчина от 1 m. конхите са полукръгли отвътре и многоъгълни отвън. По-късно на север е доградено помещение, в което е запазен гроб. Гроб е открит и в северозападната част на наоса. Градежът на храма е бил масивен от ломен варовик и полуобработени каменни блокове в ъглите отвътре и отвън. В ъглите има и печени керамични елементи. Спойката е от варов хоросан. Основи няма поради скалния терен. Църквата е имала ясно видими контрафорси на западната, северната и южната стена. Вероятно таванът е бил свод, а в олтарното пространство е имало купол.

## Възстановена църква
В 2012 година жителите на селото с помощта и на пари от изселниците от Туденце започват възстановяване на храма на старите основи. Проектът за възстановяването е изработен от Благоя Стойковски, висш консерватор от Националния консерваторски център. Храмът е с площ от 130 m2. Църквата е осветена на 6 август 2017 година от митрополитите Йосиф Тетовско-Гостиварски, Йосиф Кумановско-Осоговски, Пимен Европейски и Методий Американско-Канадски.